# Új Pesti Kabaré
Az Új Pesti Kabaré négy magyar humorista közös produkciója. Tagjai: Maksa Zoltán, Orosz György, Polgár Péter és Tényi Anett, menedzserük: Kállai Kriszta. A társulat 2011-ben alakult, Piros felső, tök alsó című műsoruk premierjét a magyar-szlovák határvonalon, Sátoraljaújhelyen rendezték meg, ahol a nézőtér egyik része Magyarországon, másik része pedig Szlovákiában volt.

## Tagok

### Maksa Zoltán – humorista
Emblematikus figurája a magyar humornak, aki 30 éve kezdte a pályát. Évekig szerepelt a Szeszélyes évszakok című műsorban Antal Imre oldalán, állandó fellépője a Rádiókabarénak, tagja volt a Mikroszkóp Színpadnak, nevéhez kötődik a Maksa Híradó. 2006-ban Karinthy –gyűrűvel ismerték el művészetét.

### Orosz György - stand-up comedy
Orosz Gyuri  a tv2 Frizbi stand-up versenyének  győztese, ahol Bochkor Gábor, Boros Lajos és Nacsa Olivér ítélték oda neki  a kitüntető címet. A műsorban azóta is fellép,  szerepel a Comedy Centrál  Tv csatornán és a Beee Stand-up Comedy Színpad tagja. Szereti a különleges helyszíneket, standup-olt már távolsági buszon, templomban és börtönben is.

### Polgár Péter - zenés humorista
Polgár Peti a Danubius Rádió zenés humoristája, parodistája volt 2004-2009-ig. 2010 decemberétől a Sebestyén Balázs, Vadon Jani és Rákóczi Ferenc vezette Class FM Morning show című műsort színesíti  városhimnuszaival, legújabb rovata pedig minden pénteken a Peti Hetes. Állandó fellépője a Beee Stand up Comedy Színpadnak.

### Tényi Anett - az első magyar női stand-up-os
Tényi Anett a budapesti Ruttkai Éva Színház művészeként kezdte pályáját, néhány éve pedig az első magyar női stand-up komédiásként debütált. Rendszeresen fellépett a Mikroszkóp Színpadon, tagja a Beee Stand-up Comedy Színpadnak.